# Calle del Correo
La calle del Correo es una calle de Madrid, una de las diez que nacen en la Puerta del Sol. Es una calle de muy corto recorrido, puesto que solo llega hasta la plaza de Pontejos. Su nombre procede de la entrada principal para los carruajes que traían la correspondencia.

## Características

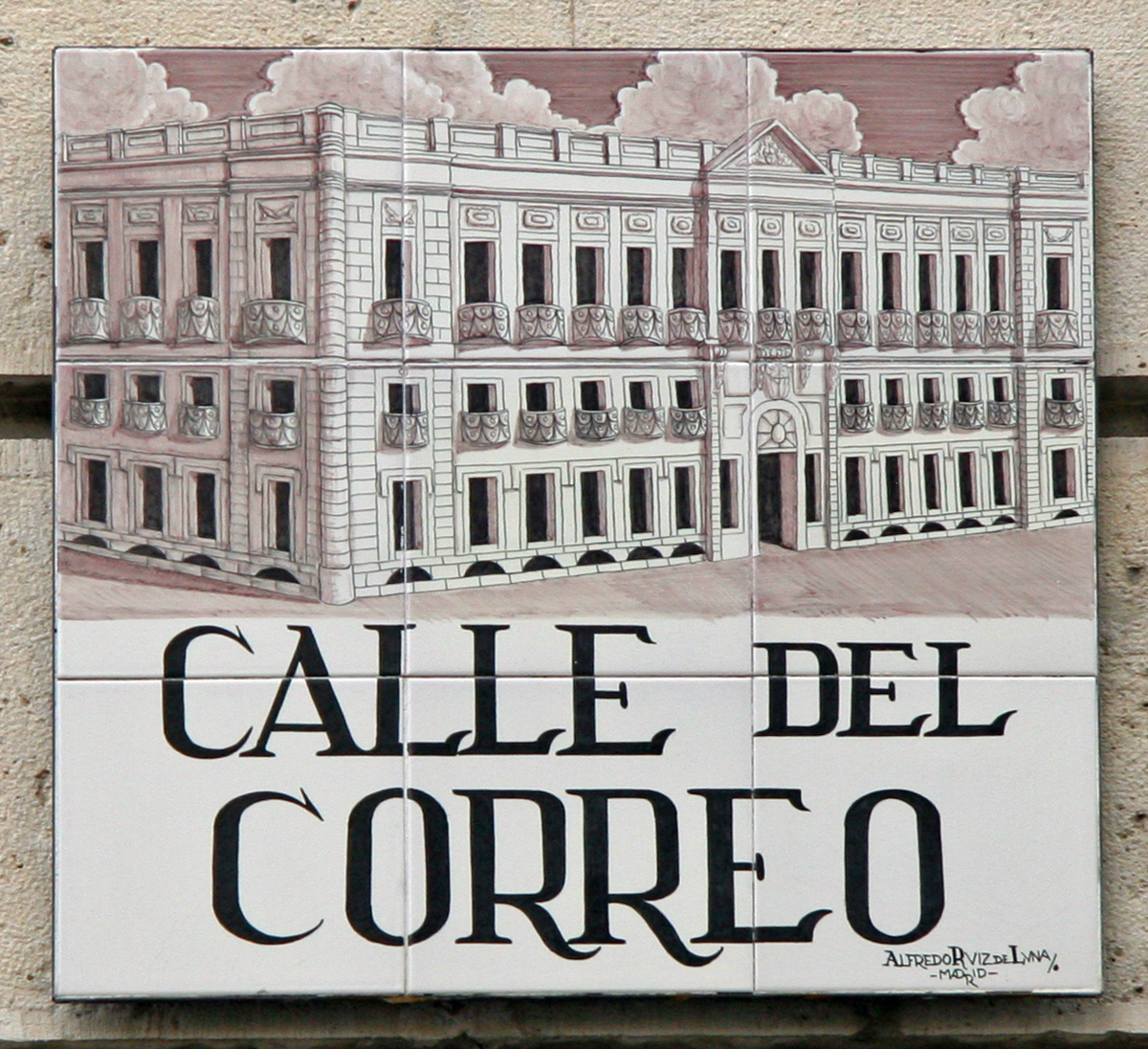
Placa artística de la vía, del ceramista Alfredo Ruiz de Luna.

Se encuentra entre el edificio de la Real Casa de Correos y Casa Cordero, dos de los edificios más antiguos de la Puerta del Sol. Esta calle da salida a la segunda puerta del edificio de Correos (la principal da a la Puerta del Sol). La calle desemboca en una pequeña plaza: Plaza del Marqués Viudo de Pontejos (nombrada así en honor de Joaquín Vizcaíno, marqués viudo de Pontejos, que fundó la Caja de Ahorros de Madrid y fue alcalde de la Villa, aunque solo un año). En la actualidad la calle del Correo es, de las diez calles que nacen en la Puerta del Sol, la de menor tránsito y anchura.

## Historia
El nombre es adquirido por ser la calle por la que entraban y salían las postas de correos. La calle era importante en el Madrid del siglo XVII debido a ser una de las principales fuentes de información, generalmente procedente de forasteros y recién llegados a la ciudad. Esta situación hacía que la calle fuera muy transitada por curiosos. La Casa de Correos posee una puerta en esta calle y en el quicio de ella encontró la muerte José Canterac el 18 de enero de 1835, al intentar reducir a los amotinados del batallón Ligero que se encontraban dentro.
El 13 de septiembre de 1974, ETA perpetró un atentado en la Cafetería Rolando, situada en el número 4 de la calle, enfrente del edificio de Gobernación. Una bomba explosionó a las 14.35 horas y causó doce muertos y setenta y un heridos.